# Melichthys vidua
Melichthys vidua és un peix teleosti de la família dels balístids i de l'ordre dels tetraodontiformes. Pot arribar als 40 cm de llargària total. Es troba des de les costes de l'Àfrica oriental fins a les de Durban (Sud-àfrica), les de Hawaii, les de les Illes Marqueses, les de les Tuamotu, les del sud del Japó, les del sud de la Gran Barrera de Corall i les de Nova Caledònia.